# Laura Chiatti
Laura Chiatti (Castiglione del Lago, 15 luglio 1982) è un'attrice, modella e cantante italiana.

## Biografia
Inizialmente cerca di affermarsi come cantante, partecipando nel 1994 alla trasmissione Karaoke, condotta da Fiorello, a Marsciano. La sua carriera prende un'altra strada quando nel 1996 vince il concorso di bellezza Miss Teenager; nonostante ciò, continua a coltivare il suo talento canoro e incide due dischi in inglese. Nel 1998 debutta come attrice al cinema nel film Laura non c'è e l’anno successivo partecipa ad alcuni episodi della soap opera di Rai 3 Un posto al sole, a cui fanno seguito fiction come Compagni di scuola, Carabinieri, Diritto di difesa e la settima stagione di Incantesimo.
Nel 2000 appare nel ruolo di protagonista assoluta nel film Via del Corso di Adolfo Lippi. Nel 2004 ha un ruolo nel film Mai + come prima di Giacomo Campiotti. Nel 2005 è protagonista, insieme a Kledi Kadiu, di Passo a due, film in cui balla oltre a recitare. Nel 2006 partecipa al film di Paolo Sorrentino L'amico di famiglia, a fianco di Giacomo Rizzo e Fabrizio Bentivoglio, e a quello di Francesca Comencini A casa nostra, con Valeria Golino e Luca Zingaretti.
Nel 2007 è protagonista, insieme a Riccardo Scamarcio, di Ho voglia di te, film diretto da Luis Prieto, tratto dal romanzo omonimo di Federico Moccia. Nello stesso anno ritorna sul piccolo schermo con la miniserie televisiva Rino Gaetano - Ma il cielo è sempre più blu, regia di Marco Turco. Nel 2008 è protagonista nel film Il mattino ha l'oro in bocca, un film autobiografico tratto dal libro di Marco Baldini sul gioco d'azzardo.
Nel 2009 torna sul grande schermo con quattro film: Baarìa, diretto da Giuseppe Tornatore, dove ha un piccolo ruolo; Il caso dell'infedele Klara, diretto da Roberto Faenza, in cui lavora nuovamente insieme a Claudio Santamaria; Gli amici del bar Margherita, diretto da Pupi Avati; Iago, diretto da Volfango De Biasi. Nel 2010 è protagonista, nel ruolo di Lara, del film di Carlo Verdone, Io, loro e Lara, e appare inoltre nel film Somewhere, della regista statunitense Sofia Coppola. Sempre nello stesso anno presta la sua voce a Rapunzel, protagonista del film Disney Rapunzel - L'intreccio della torre, liberamente ispirato alla fiaba classica Raperonzolo dei fratelli Grimm. Nel film interpreta anche le canzoni.
Il 21 febbraio 2010 si esibisce come cantante nella trasmissione Che tempo che fa, duettando con Cristiano De André sulle note de La canzone dell'amore perduto di Fabrizio De André. L'11 gennaio 2013 debutta come conduttrice televisiva, al fianco di Max Giusti, Donatella Finocchiaro e Cristiano Malgioglio, nel varietà di Rai 1 Riusciranno i nostri eroi. Il 14 febbraio seguente partecipa come ospite alla terza serata del Festival di Sanremo, durante la quale premia Al Bano e insieme a lui e ai conduttori Fabio Fazio e Luciana Littizzetto si esibisce sulle note di Felicità.
Dal 2014 al 2015 interpreta il ruolo di Lilia nella serie tv Braccialetti rossi. Nell'inverno 2015 ritorna nelle sale come co-protagonista nel film Il professor Cenerentolo, diretto ed interpretato da Leonardo Pieraccioni con Massimo Ceccherini e Flavio Insinna. Nel 2017 entra nel cast di 1993, serie televisiva incentrata su Tangentopoli, trasmessa su Sky Atlantic. Nel 2019 viene scelta come testimonial del profumo Forever di Laura Biagiotti.

## Vita privata
Dopo avere avuto una breve relazione con l'attore Silvio Muccino nel 2006, l'anno successivo si è fidanzata con l'attore Francesco Arca ma la loro relazione si è conclusa nel 2010.
Nel gennaio 2014 ha ufficializzato il fidanzamento con l'attore Marco Bocci: la coppia si è sposata il 5 luglio 2014 a Perugia nella Basilica di San Pietro e ha avuto due figli, Enea e Pablo, nati rispettivamente nel 2015 e nel 2016.

## Filmografia

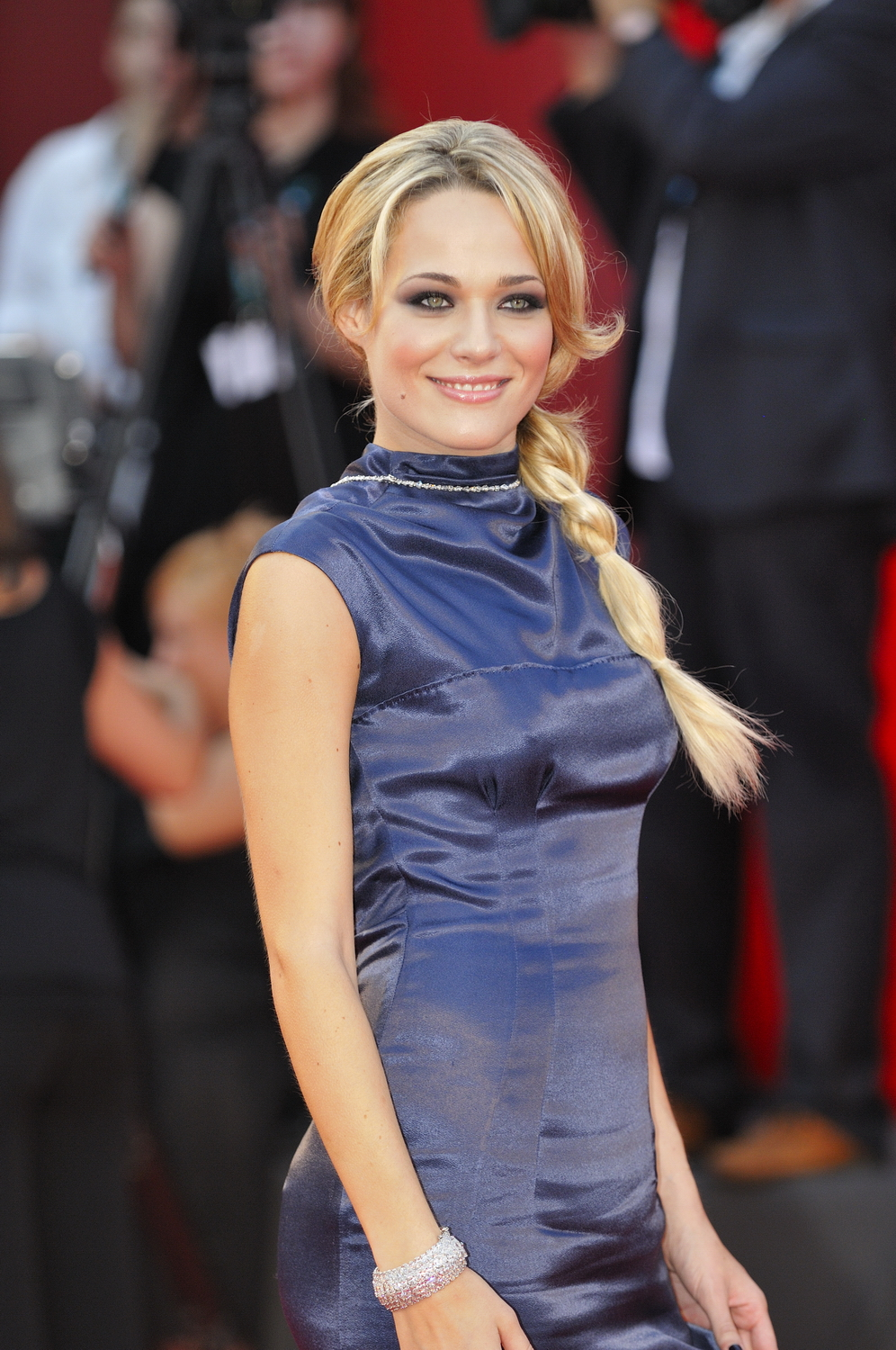
Laura Chiatti alla 66ª Mostra internazionale d'arte cinematografica di Venezia (2009)

### Cinema
- Laura non c'è, regia di Antonio Bonifacio (1998)
- Vacanze sulla neve, regia di Mariano Laurenti (1999)
- Pazzo d'amore, regia di Mariano Laurenti (1999)
- Via del Corso, regia di Adolfo Lippi (2000)
- L'ultimo regalo, regia di Marcello Daciano – cortometraggio (2004)
- Era ora, regia di Paolo Geremei – cortometraggio (2005)
- Passo a due, regia di Andrea Barzini (2005)
- Mai + come prima, regia di Giacomo Campiotti (2005)
- L'amico di famiglia, regia di Paolo Sorrentino (2006)
- A casa nostra, regia di Francesca Comencini (2006)
- Ho voglia di te, regia di Luis Prieto (2007)
- Il mattino ha l'oro in bocca, regia di Francesco Patierno (2008)
- Iago, regia di Volfango De Biasi (2009)
- Il caso dell'infedele Klara, regia di Roberto Faenza (2009)
- Gli amici del bar Margherita, regia di Pupi Avati (2009)
- Baarìa, regia di Giuseppe Tornatore (2009)
- Io, loro e Lara, regia di Carlo Verdone (2010)
- Somewhere, regia di Sofia Coppola (2010)
- La sottile mensola rossa, regia di Paolo Calabresi – cortometraggio (2010)
- Manuale d'amore 3, regia di Giovanni Veronesi (2011)
- Romanzo di una strage, regia di Marco Tullio Giordana (2012)
- Il peggior Natale della mia vita, regia di Alessandro Genovesi (2012)
- Il volto di un'altra, regia di Pappi Corsicato (2012)
- Pane e burlesque, regia di Manuela Tempesta (2014)
- Io che amo solo te, regia di Marco Ponti (2015)
- Il professor Cenerentolo, regia di Leonardo Pieraccioni (2015)
- La cena di Natale, regia di Marco Ponti (2016)
- Un giorno straordinario, regia di Nicola Martini – cortometraggio (2018)
- Un'avventura, regia di Marco Danieli (2019)
- Gli infedeli, regia di Stefano Mordini (2020)
- Addio al nubilato, regia di Francesco Apolloni (2021)
- Ero in guerra ma non lo sapevo, regia di Fabio Resinaro (2022)
- La caccia, regia di Marco Bocci (2023)
- Addio al nubilato 2 - L'isola che non c'è, regia di Francesco Apolloni (2023)

### Televisione
- Un posto al sole – serial TV, 3 episodi (1999-2000)
- Angelo il custode – serie TV, 8 episodi (2001)
- Compagni di scuola – serie TV, 26 episodi (2001)
- Padri, regia di Riccardo Donna – miniserie TV (2002)
- Carabinieri – serie TV, episodi 2x04-2x05 (2003)
- Arrivano i Rossi – serie TV, 40 episodi (2003)
- Diritto di difesa – serie TV (2004)
- Don Matteo – serie TV, episodio 4x24 (2004)
- Incantesimo – serial TV, 15 episodi (2005)
- Rino Gaetano - Ma il cielo è sempre più blu, regia di Marco Turco – miniserie TV (2007)
- Il sogno del maratoneta, regia di Leone Pompucci – miniserie TV (2012)
- Braccialetti rossi – serie TV, 8 episodi (2014-2015)
- 1993 – serie TV, 6 episodi (2017)
- 1994 – serie TV, episodio 3x01 (2019)
- Più forti del destino, regia di Alexis Sweet – miniserie TV (2022)

## Doppiaggio

### Film d'animazione
- Rapunzel in Rapunzel - L'intreccio della torre, Rapunzel - Le incredibili nozze, Once Upon a Studio
- Lucilla in Gladiatori di Roma
- Gidget in Pets - Vita da animali, Pets 2 - Vita da animali
- April O'Neil in I racconti delle Tartarughe Ninja

## Programmi televisivi
- Riusciranno i nostri eroi (Rai 1, 2013)

## Pubblicità
- Lavazza (2004-2005)
- Vodafone (2006)
- Breil (2012)
- Acqua Rocchetta (2014-2017)
- Laura Biagiotti Forever fragrance (2019-2020)
- Dixan (2021)

## Discografia

### Album
- 1998 – Straight To Your Heart (Ois Record)
- Stairway To Heaven (Neverland Records)

### Singoli
- Ballando contigo
- 2001 – Tu sei

## Riconoscimenti
- Nastro d'argento
  - 2007 – Candidatura alla migliore attrice protagonista per L'amico di famiglia
  - 2009 – Premio Guglielmo Biraghi per Il caso dell'infedele Klara
  - 2013 – Candidatura alla migliore attrice protagonista per Il volto di un'altra

- Ciak d'oro
  - 2007 – Candidatura alla migliore attrice non protagonista per A casa nostra

- Globo d'oro
  - 2013 – Candidatura alla migliore attrice per Il volto di un'altra

- Premio Etruria Cinema
  - 2005 – Rivelazione dell'anno

## Omaggi
- Laura Chiatti è citata dal rapper Fabri Fibra nelle canzoni Andiamo a Sanremo (dall'album Bugiardo del 2007) e Vip in Trip (dall'album Controcultura del 2010). In quest'ultimo brano la parte dove viene citata è stata modificata nella versione pubblicata come singolo.